# Richard Pynson
Richard Pynson, född 1449, död 1529, var en av de första boktryckarna av engelska böcker. Han föddes i Normandi, och flyttade till London där han blev en av de ledande tryckarna efter William Caxton. Pynsons böcker trycktes med hög hantverksskicklighet, och hans Morton Missale (1500) räknas bland de finaste böckerna som trycktes i England under den perioden.
Pynson utnämndes av Henrik VII och Henrik VIII till kunglig tryckare, och tryckte och publicerade en mängd offentligt tryck. Dessutom hade han en bred utgivning av böcker, bland annat den första kokboken på engelska i tryck och en illustrerad utgåva av The Canterbury Tales. Pynson publicerade totalt omkring 400 titlar under sin karriär.
1509 publicerade Pynson den första engelska boken som använde antikva. Det var boken Ship of Fools som trycktes i svart och rött med handmålade illustrationer. För den latinska skriften användes antikvan, för den engelska gotisk skrift. Detta visar en tidig trycktradition, där dyrare produktioner på latin trycktes med antikva. Valet av typsnitt var viktigt, antikvan gav boken auktoritet medan den gotiska skriften uppfattades som mer folklig.

## Galleri

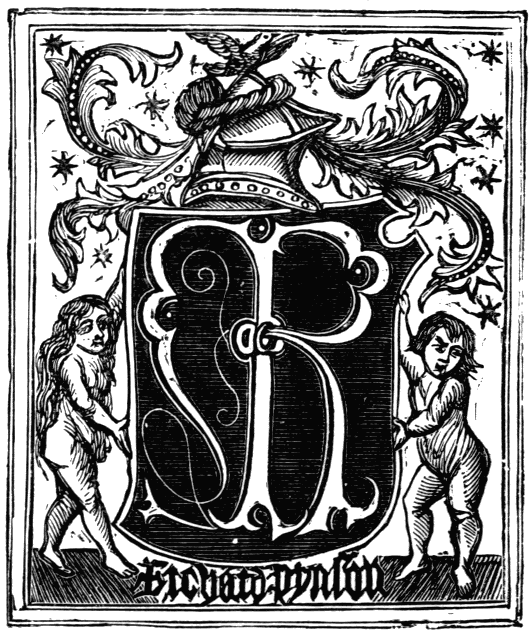
Richard Pynsons boktryckarmärke
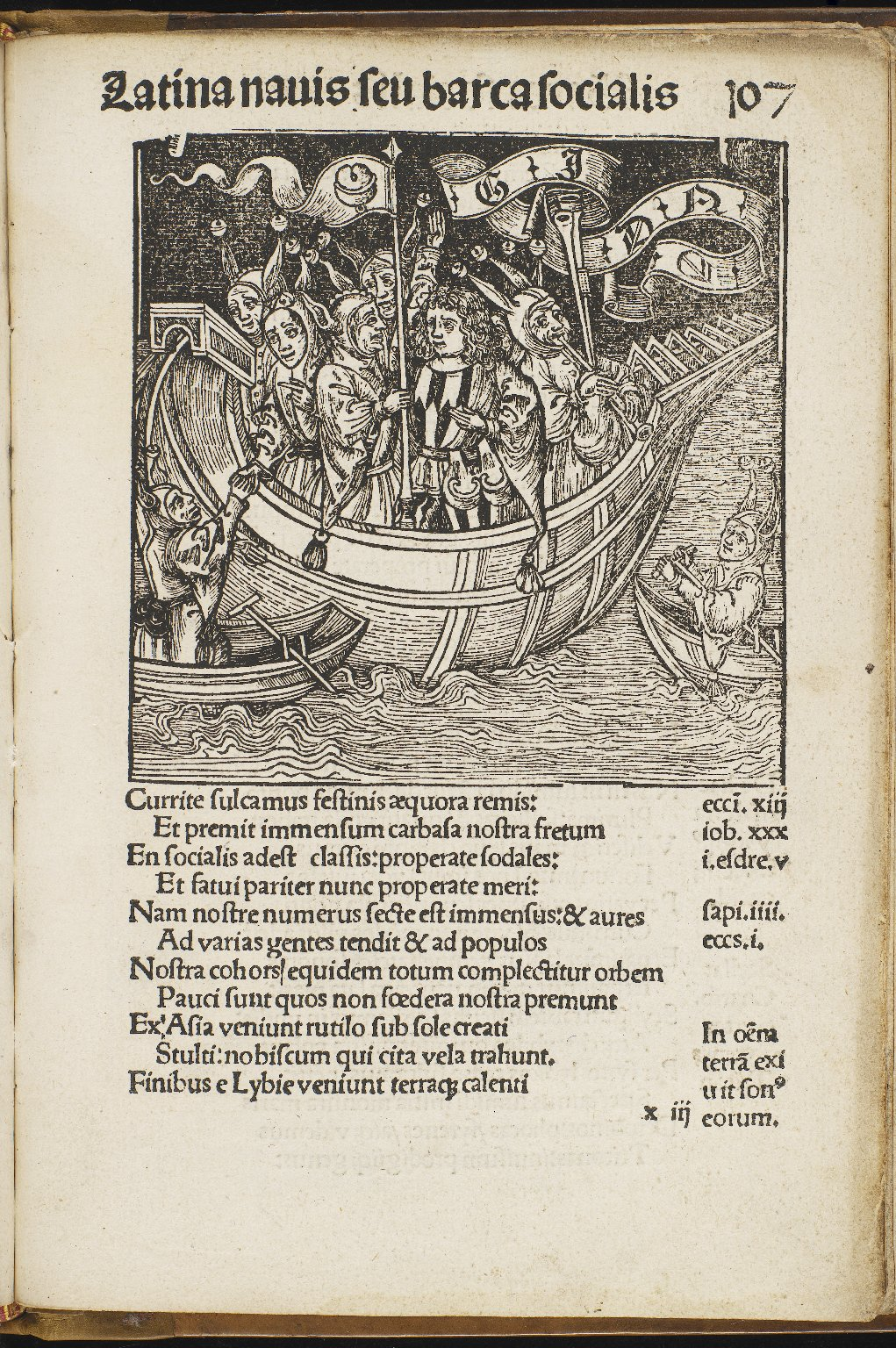
Ship of Fools (1497)